# Wilhelm Ganz
Wilhelm Ganz (Magúncia, Alemanya, 6 de novembre de 1833 - Londres, Anglaterra, 12 de setembre de 1914) fou un pianista i organista alemany.
Un dels més distingits membres d'aquesta notable família de músics alemanys. Fou u excel·lent organista, pianista acompanyant de la cèlebre Jenny Lind i a Londres director dels grans concerts orquestrals que portaren el seu nom i en els que s'executaren íntegrament per primera vegada a Anglaterra els poemes simfònics de Liszt i Berlioz.
Entre els seus alumnes tingué el seu compatriota Julius Steffens (1831-1882).